# معادله (فیلم)
معادله فیلمی ساخته ابراهیم وحیدزاده محصول سال ۱۳۸۲ است.

## داستان فیلم
بیژن پس از حل معادله‌ای دشوار در میان استادان و هم دانشگاهیانش مورد توجه زهره قرار می‌گیرد اما مشکلی در راه ازدواج این دو وجود دارد…

## بازیگران
- حسین یاری
- مریلا زارعی
- سعید پورصمیمی
- ثریا قاسمی
- آزیتا حاجیان
- عارف لرستانی
- یوسف تیموری
- شمسی فضل الهی
- رؤیا افشاری (مادر امیر)
- جمشید شاه‌محمدی
- علیرضا سلمان نژاد
- رضا فیض نوروزی
- هوشنگ قوانلو
- غلامرضا طباطبائی